# جاسبير باكونين
جاسبير باكونين (بالإنجليزية: Jasper Pääkkönen)‏ هو ممثل فنلندي ولد في 15 يوليو 1980.

## وصلات خارجية
- جاسبير باكونين على موقع IMDb (الإنجليزية)
- جاسبير باكونين على موقع ألو سيني (الفرنسية)
- جاسبير باكونين على موقع ميوزك برينز (الإنجليزية)
- جاسبير باكونين على موقع أول موفي (الإنجليزية)
- جاسبير باكونين على موقع قاعدة بيانات الأفلام السويدية (السويدية)
- جاسبير باكونين على موقع أول ميوزيك (الإنجليزية)
- جاسبير باكونين على موقع ديسكوغز (الإنجليزية)
- جاسبير باكونين على موقع قاعدة بيانات الفيلم (الإنجليزية)
- جاسبير باكونين على موقع كينوبويسك (الروسية)